# Margohayu
Margohayu is een bestuurslaag in het regentschap Demak van de provincie Midden-Java, Indonesië. Margohayu telt 4575 inwoners (volkstelling 2010).